# Afrixalus stuhlmanni
Espèce
Synonymes
- Megalixalus stuhlmanni Pfeffer, 1893
- Megalixalus brachycnemis Boulenger, 1896
- Hyperolius unicolor Ahl, 1931
- Hyperolius pygmaeus Ahl, 1931
- Afrixalus brachycnemis (Boulenger, 1896)
- Afrixalus pygmaeus septentrionalis Schiøtz, 1974
- Afrixalus sylvaticus Schiøtz, 1974

Statut de conservation UICN

 LC  : Préoccupation mineure
Afrixalus stuhlmanni est une espèce d'amphibiens de la famille des Hyperoliidae.

## Répartition
Cette espèce se rencontre dans le Nord et le centre Tanzanie, y compris sur l'île d'Unguja dans l'archipel de Zanzibar, dans les forêts côtières du Kenya et dans le Nord du Mozambique.

## Liste des sous-espèces
Selon Pickersgill, 2005 trois sous-espèces peuvent être reconnues :
- Afrixalus stuhlmanni stuhlmanni (Pfeffer, 1893)
- Afrixalus stuhlmanni pygmaeus (Ahl, 1931)
- Afrixalus stuhlmanni brachycnemis (Boulenger, 1896) - considérée comme une espèce à part par Amphibian Species of the World et classée LC par l'UICN.

## Étymologie
Cette espèce est nommée en l'honneur de Franz Stuhlmann (1863-1928).

## Publications originales
- Ahl, 1931 : Amphibia, Anura III, Polypedatidae. Das Tierreich, vol. 55, p. 1-477.
- Boulenger, 1896 : Descriptions of new batrachians in the British Museum. Annals and Magazine of Natural History, sér. 6, vol. 17, p. 401-406 (texte intégral).
- Pfeffer, 1893 : Ostafrikanische Reptilien und Amphibien, gesammelt von Herrn Dr. F. Stuhlmann im Jahre 1888 und 1889. Jahrbuch der Hamburgischen Wissenschaftlichen Anstalten, vol. 10, p. 71-105 (texte intégral).